# 롤랜드 (미사일)

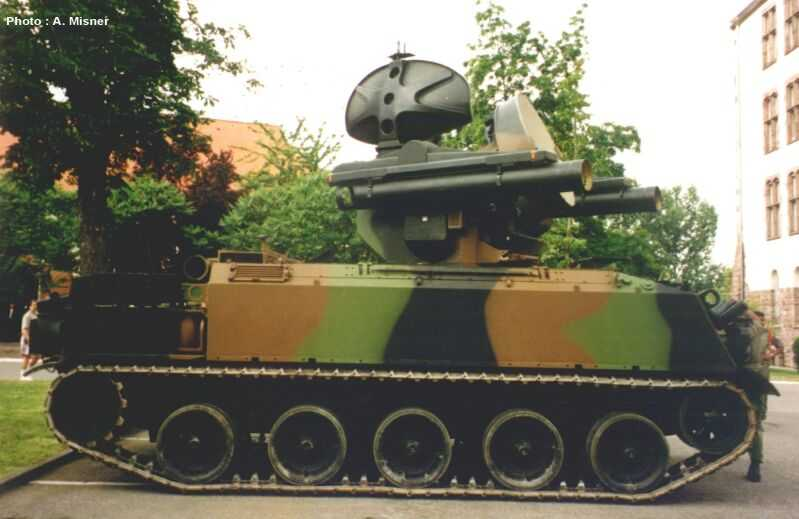
프랑스의 롤랜드 미사일은 궤도차량에 장착했다.

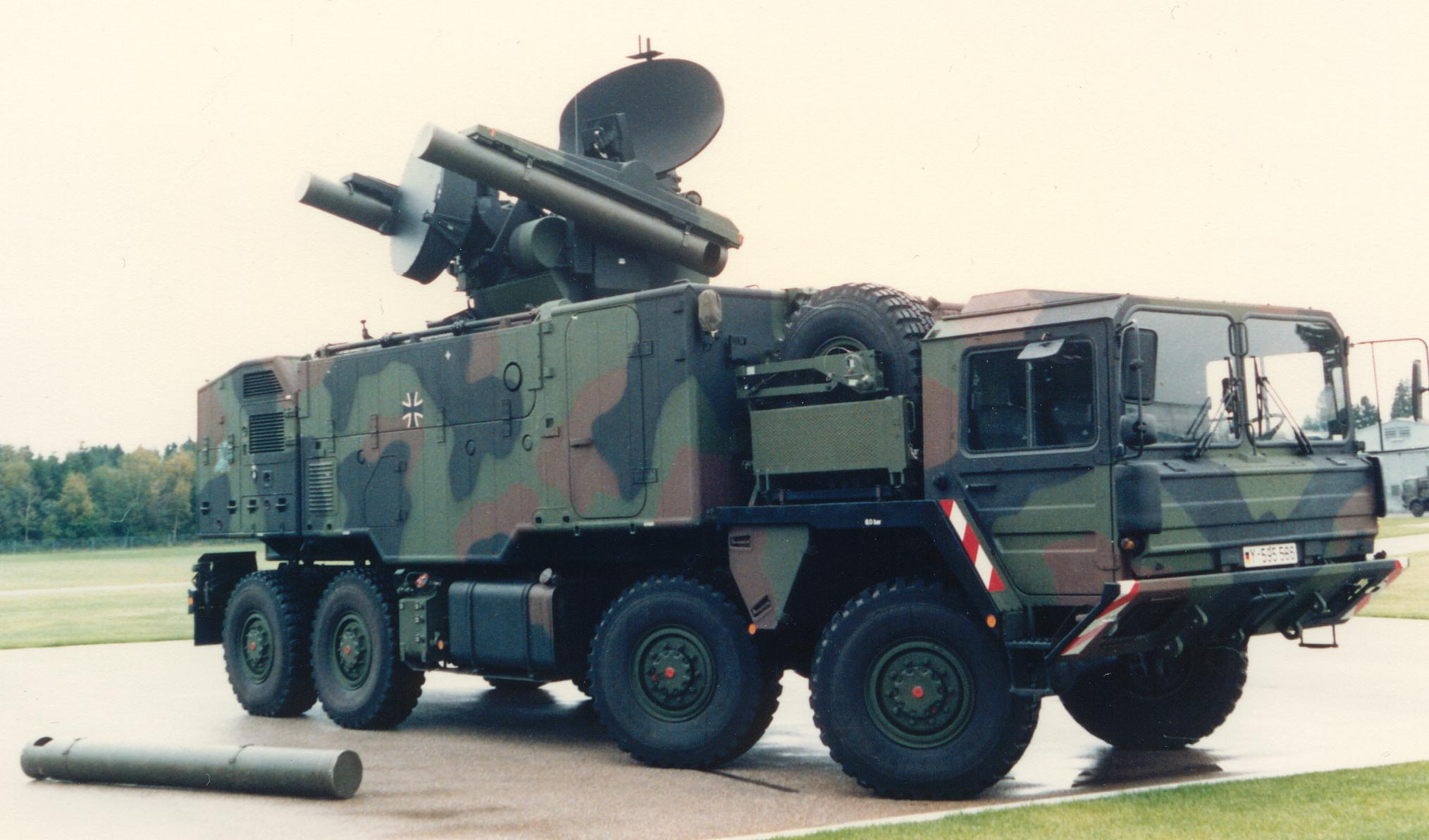
독일의 롤랜드 미사일은 바퀴차량에 장착했다.

롤랜드(Roland)는 독일과 프랑스가 합작개발한 단거리 지대공 미사일 시스템이다.

## 역사
1963년 개발이 시작되었다. 프랑스는 SABA, 독일은 P-250 이라고 불렀다. 1964년 프랑스 아에로스파시알과 독일 MBB가 합작개발을 하기로 했다. 아에로스파시알은 맑은날에만 사용하는 롤랜드-1을, MBB는 전천후에 사용가능한 롤랜드-2의 개발을 주관하기로 했다.
1977년 4월, 프랑스 육군에 롤랜드-1이 실전배치되었다. 전천후 버전인 롤랜드-2는 1978년 독일 육군, 1981년 프랑스 육군에 실전배치되었다.

## 기능
롤랜드 SAM 시스템은 20~5,500 m 고도에서 마하 1.3의 속도로 날아오는 목표물을 요격한다. 사거리는 500~6,300 m이다. 조준하는 동안에 광학식 또는 레이다 추적식으로 모드를 변경할 수 있다.
펄스-도플러 탐색 레이다는 15–18 km 거리에서 목표물을 탐지(detect)할 수 있다. 그러면 추적 레이다 또는 광학 추적기로 목표물을 추적(track)할 수 있다. 광학 추적기는 낮에만 사용할 수 있으며, 매우 낮은 고도의 목표물 또는 매우 강력한 전자전 환경에서만 사용한다.

## 파생형
요즘에는 최신형 크로탈 미사일을 롤랜드 시스템에 장착해서 사용한다. 프랑스제 크로탈 미사일은 한국의 천마 미사일, 중국의 HQ-7, 북한과 이란도 사용한다.

## 실전기록
1982년 6월 1일, 포클랜드 전쟁에서, 영국의 시 해리어가 스탠리 (포클랜드 제도) 남쪽에서 아르헨티나 육군의 롤랜드 미사일에 격추되었다.
2003년 4월, 이라크 전쟁에서 미국의 A-10 선더볼트 II가 바그다드에서 이라크군의 롤랜드 미사일에 격추되었다.

## LFK NG
독일은 롤랜드를 대체하기 위해 LFK NG을 개발중이다.
- 롤랜드:  프랑스,  독일, 무게 67 kg, 길이 2.4 m, 사거리 8 km, 고도 5.5 km, 속도 마하 1.6
- LFK NG:  독일, 무게 28 kg, 길이 1.8 m, 사거리 10 km, 속도 마하 2.2
- 크로탈 미사일 Mk3:  프랑스, 무게 76 kg, 사거리 16 km, 고도 9 km